# Irische Elfenmärchen

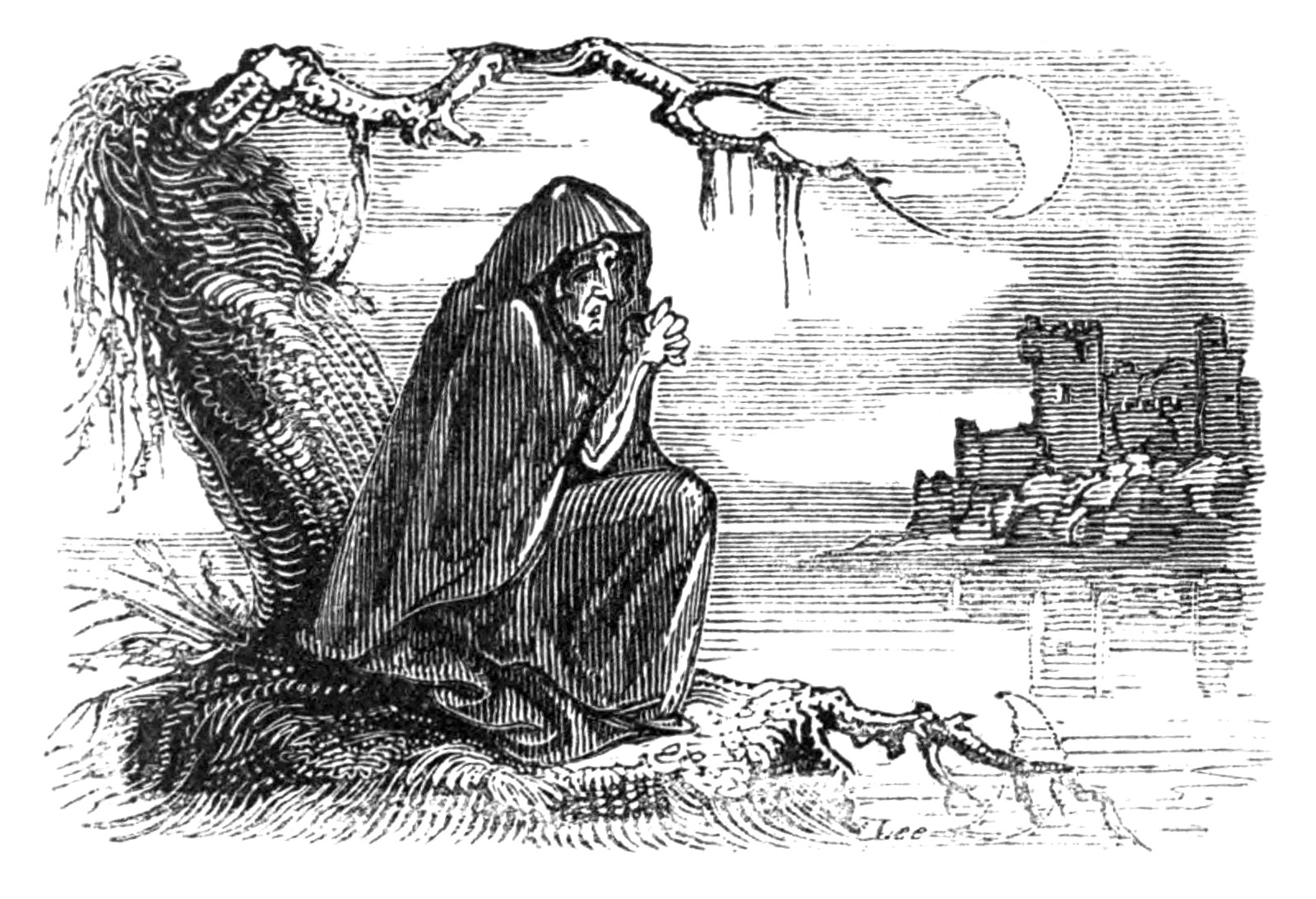
Die Banshi von Bunworth, Illustration in Crokers Fairy Legends and Traditions of the South of Ireland (1825)

Irische Elfenmärchen ist der deutsche Titel einer Textsammlung in der Übersetzung der Brüder Grimm. Sie erschien in Leipzig 1826. Ihre Vorrede datiert auf 1825, dem Erscheinungsjahr des englischen Originals Fairy legends and traditions of the South of Ireland von Thomas Crofton Croker.
Nach eigenen Angaben kürzten die Brüder Grimm aus den Anmerkungen alles, was sich nicht auf das jeweilige Märchen bezieht. Dafür beginnen sie ihre Einleitung mit einer Beschreibung der verschiedenen Spielarten des irischen Elfenglaubens, nach denen auch die Texte geordnet sind. Es folgen längere Abhandlungen nach W. Grant Stewarts The popular superstitions and festive amusements of the Highlanders of Scotland (Edinburgh 1823) und anderen Quellen.
Croker veröffentlichte 1828 zwei weitere Bände seiner Textsammlung, die allerdings nicht ins Deutsche übersetzt wurden. Dafür enthält sein Band 3 eine englische Übersetzung der Vorrede der Brüder Grimm sowie weitere Anmerkungen aus seinem Briefwechsel mit Wilhelm Grimm.

## Die Märchen im Einzelnen

### Das stille Volk (Original:The good people)
- 1. Das weiße Kalb
- 2. Die erzürnten Elfen
- 3. Fingerhütchen
- 4. Die Mahlzeit des Geistlichen
- 5. Der kleine Sackpfeifer
- 6. Die Brauerei von Eierschalen
- 7. Der Wechselbalg
- 8. Die beiden Gevatterinnen
- 9. Die Flasche
- 10. Die Bekenntnisse des Thomas Bourke
- 11. Die verwandelten Elfen

### Der Cluricaun
- 12. Der verwünschte Keller
- 13. Der Schuhmacher
- 14. Herr und Diener
- 15. Das Feld mit Hagebuchen
- 16. Die kleinen Schuhe

### Die Banshi
- 17. Die Banshi von Bunworth
- 18. Die Banshi von Mac Carthy

### Die Phuka
- 19. Das Hexenpferd
- 20. Daniel O’Rourkes Irrfahrten
- 21. Das gebückte Mütterchen
- 22. Die verwünschte Burg

### Das Land der Jugend
- 23. Springwasser
- 24. Der See Corrib
- 25. Die Kuh mit den sieben Färsen
- 26. Der verzauberte See
- 27. Die Erscheinung des O’Donoghue